# Emmet Lappi
Emmet Lappi (2000) è una giocatrice di football americano finlandese, che gioca come quarterback per le Helsinki Wolverines..